# Dexia incisuralis
Dexia incisuralis là một loài ruồi trong họ Tachinidae.